# 井笠鉄道本線
本線（ほんせん）は、かつて岡山県笠岡市の笠岡駅と井原市の井原駅を結んでいた井笠鉄道の鉄道路線である。

## 路線データ
- 延長：笠岡 - 井原 19.4km
- 軌間：762mm
- 駅数：11駅（起終点駅含む）
- 複線区間：なし（全線単線）
- 電化区間：なし（全線非電化）
- 閉塞方式：通票閉塞式

## 運行形態
開業時は1日6往復、おおむね2時間から3時間間隔で運転され、所要時間は1時間22分であった。
「軌道自動車」の導入開始時には従来の蒸気機関車牽引列車の運行本数はそのままに、その間隙を突く形で1日8往復を増発、この時代の非電化地方私鉄としては異例の高頻度運転を実現している。
戦時中は燃料不足から気動車列車が減便され、1日8往復、所要時間は1時間9分から1時間11分であった。
戦後の気動車化前は1日に旅客11往復、貨物1往復が設定されていた。これに対し、気動車化後は1日18往復前後、おおむね朝夕40分毎、日中60分毎の間隔で運転され、気動車の出力向上によるスピードアップもあって所要時間は41分から50分程度に短縮された。
編成は気動車1両+客車1両ないしは2両が基本で、貨物は1968年（昭和43年）まで旅客列車に貨車を1両ないしは2両併結した混合列車（最終期には3往復半設定）にて輸送された。
ただし、通学時間帯の列車に限っては、客車4両の両端に気動車を各1両連結した6両編成で運転されていた。

## 歴史
- 1910年（明治43年）
  - 7月19日 笠岡 - 井原間19.4kmの敷設免許申請。
  - 12月7日 笠岡 - 井原間の免許認可[4]。
- 1911年（明治44年）7月1日 井原笠岡軽便鉄道設立。資本金25万円。社長 馬越恭平[5][6]。
- 1913年（大正2年）
  - 10月27日 笠岡町 - 井原間路線敷設工事完成。
  - 11月17日 笠岡町 - 井原間が開業。笠岡町、鬮場、大井村、小平井、吉田村、新山、北川、薬師、木之子、七日市、井原の各駅を開設[7]。
- 1915年（大正4年）11月26日 井笠鉄道に社名変更。
- 1924年（大正13年）11月27日 笠岡町駅廃止認可申請。鉄道省山陽本線笠岡駅構内拡張に伴う路線乗り入れにより申請。同年11月末日より省線笠岡駅への乗り入れを開始。
- 1926年（大正15年）4月19日 鉄道省監督局、井笠鉄道が申請した笠岡町駅廃止申請を「便宜上連絡設計変更ノ申請トシテ処理」し、笠岡町を笠岡に改名したものとして認可。
- 1927年（昭和2年）から1930年（昭和5年）の間のいずれかの時期に、薬師駅と木之子駅の移転、改キロを実施。
- 1927年（昭和2年）3月25日 瓦斯倫動力併用（笠岡-井原間）[6]
- 1952年（昭和27年）6月1日 笠岡 - 井原間で急行運転を開始。途中停車駅は北川と新山のみ。好成績が得られず約半年で中止。
- 1955年（昭和30年）11月1日 戦後初の新造気動車であるホジ1形ホジ1 - 3、竣工[8]。これに伴い蒸気機関車の定期列車運用を休止。
- 1961年（昭和36年）10月16日 在籍する蒸気機関車全車を用途廃止・除籍。無煙化完了。
- 1969年（昭和44年）12月25日 笠岡 - 井原間の廃止許可申請。
- 1971年（昭和46年）
  - 3月15日 笠岡 - 井原間の廃止認可。
  - 4月1日 全線が廃止。

## 駅一覧
全駅1913年（大正2年）11月17日開業。
- 笠岡（かさおか、開業当初は笠岡町（かさおかまち）、0.0 km）
- 鬮場（くじば、1.1 km）
- 大井村（おおいむら、3.5 km）
- 小平井（おびらい、5.0 km）
- 吉田村（よしだむら、6.1 km）
- 新山（にいやま、8.5 km）
- 北川（きたがわ、11.6 km）
- 薬師（やくし、当初12.7 km、改キロ後12.8 km）
- 木之子（きのこ、当初15.3 km、改キロ後15.2 km）
- 七日市（なぬかいち、18.2 km）
- 井原（いばら、19.4 km）

### 接続路線
- 笠岡駅：国鉄山陽本線
- 北川駅：井笠鉄道矢掛線
- 井原駅：井笠鉄道神辺線

## 車両
1913年（大正2年）の開業時には蒸気機関車3両、特等・並等合造客車2両、並等客車4両、有蓋貨車4両、無蓋貨車8両の21両が在籍していた。
この内蒸気機関車3両はドイツ国のオーレンシュタイン・ウント・コッペル－アルトゥル・コッペル社の製品を輸入したもので、これら以外の客貨車18両は全て名古屋の日本車輌製造本店製であった。
その後、輸送量の増大や支線開業に合わせて車両の増備が続いたが、特筆すべきは1927年（昭和2年）3月25日より運用を開始したジ1・2と称する日本車輌製造本店製の小型2軸単端式ガソリン動車である。
当時台頭の兆しを見せていた小型バスをそのまま線路上に乗せたような簡素な外観・構造で、メーカーがそのものずばりの「軌道自動車」と呼称したこの気動車は、高頻度運転によりバスへ対抗する目的で導入された。
この気動車は導入後大きな成功を収め、同年6月には増備車2両が竣工、さらに同年10月22日には軌道自動車乗務車掌廃止特許を申請、つまりワンマン運転を開始するなど、低コストで高頻度運転を実現する手段として絶大な効果を発揮した。
以後、新造および他社からの譲受、あるいは合併した神高鉄道からの編入により気動車の増備が進んだが、これらは戦中戦後の燃料統制で使用困難となり、一部は代燃化されたものの、結局試作要素の多かったボギー車のホジ7 - 9についてはエンジンを下ろして客車化された。
この際、既存機関車のフル稼働で全運用をまかなったが、これは各機関車に多大な負担を強いるものであった。そのため、戦後、急遽3両の蒸気機関車を購入して運用を代替わりさせた上で、既存機関車の大規模な修繕を順次行っている。
戦後は、戦前製気動車へエンジンを再搭載する際にディーゼル動車化を行い、さらに1955年（昭和30年）と1961年（昭和36年）の2回に分けて合計5両のディーゼル動車を新造、これにより開業以来の蒸気機関車を全廃した。
1971年（昭和46年）3月末当時は、気動車8両、客車10両、貨車10両の28両が在籍していた。

## 廃止後
笠岡駅のホームは1番ホーム北側が発着に使用されていた。2018年現在は駅関連施設および駐車場として使用されている。笠岡駅を西側に出発し北側へ大きくRを描いて北上する路線跡は、軌道撤去後にアスファルト舗装されて道路として使用されている。県道34号線の西側に沿って北上する。鬮場駅あたりまでは、そのまま線路跡が道路になっており自動車でたどることが出来る。鬮場駅跡は1980年に放火によって全焼して失われ、2018年現在は笠岡中央病院の老人保健施設となっている。鬮場駅跡を過ぎるとしばらく北上したのちに県道34号線とクロスして（平面交差）、東側に抜ける。山陽自動車道笠岡インターチェンジ手前にあった大井村駅は何の残されていない。笠岡インターチェンジを北側に抜けると旧小平井駅の建物がある。その先で廃線跡は県道48号線と合流している。笠岡市関戸あたりで廃線跡は県道48号線から離れて西側に抜け、笠岡市新賀付近では再び県道48号線に合流する。そのまま笠岡市走出あたりまで北上して笠岡市立北川小学校の前を西側に県道48号線から離れる。キユーピータマゴ笠岡工場前を通り小田川の南岸を西に進むが、この辺りもアスファルト舗装されて、地元民のための道路として使用されている。井原市木之子町あたりで現在の井原線の線路と合流して井原駅に至っていた。